# Dirty Blues
Dirty Blues — студійний альбом американського блюзового музиканта Лайтніна Гопкінса, випущений лейблом Mainstream у 1971 році.

## Список композицій
1. «Home in the Woods» (Роберт Еллен) — 2:50
2. «Tap Dance Boogie» (Роберт Еллен) — 2:30
3. «Worried Blues» (Роберт Еллен) — 1:50
4. «One Kind of Favor» — 2:55
5. «Untrue Blues» (Лайтнін Гопкінс) — 3:05
6. «Fast Life Woman» (Лайтнін Гопкінс) — 2:27
7. «My Heart to Weep» (Роберт Еллен) — 2:32
8. «I'll Never Forget the Day» — 3:00
9. «Broken Hearted Blues» (Роберт Еллен) — 2:50
10. «Lightnin's Gone Again» (Лайтнін Гопкінс) — 2:44
11. «European Blues» (Лайтнін Гопкінс) — 2:45
12. «Lightnin's Blues» (Лайтнін Гопкінс) — 2:50

## Учасники запису
- Лайтнін Гопкінс — гітара, вокал

Технічний персонал
- Боб Шед — продюсер, текст
- Джеррі Ленг — фотографія
- The Art Department — дизайн